# Каїрська конференція (1921)
Каїрська конференція 1921 р., офіційна протокольна назва Близькосхідна конференція, що відбулася в Каїрі та Єрусалимі, 12-30 березня 1921 р.— серія зустрічей британських чиновників з метою вивчення і обговорення проблем Близького Сходу та формування подальшої спільної політики. Особливу увагу на конференції приділено вирішенню політичних конфліктів, визначених в листуванні верховного комісара ВеликоЇ Британії в Єгипті Генрі Макмагона з шаріфом Мекки Хусейном бін Алі (1915 р.), в угоді Сайкса-Піко (1916 р.) та Декларації Бальфура (1917 р.). Вінстон Черчилль, щойно призначений державним секретарем у справах колоній, скликав всіх британських військових командувачів та цивільних адміністраторів на Близькому Сході на конференцію в каїрському готелі «Семіраміс», де обговорювали ці питання. Конференція була експериментом, організованим Міністерством у справах колоній для більш ефективного розв'язання проблем з покращення комунікації й без тривалого листування.
На конференції було досягнуто домовленостей, що Ліван і Сирія залишаться під французьким контролем, Британія зберігає мандат на керування Палестиною і продовжує підтримувати створення там єврейського національного осередка. За результатами зустрічей з Абдаллою бін Хусейном було досягнуто згоди, що він керуватиме територією на схід від річки Йордан, Трансйорданією. Було також вирішено, що Фейсал стане королем новоствореного Королівства Ірак. Хусейн бін Алі, шаріф Мекки, визнається королем Хіджаза, а у володінні Абдель-Азіза ібн Сауда лишається Неджд в Аравійській пустелі. Останні і надалі матимуть фінансову підтримку від Великої Британії.

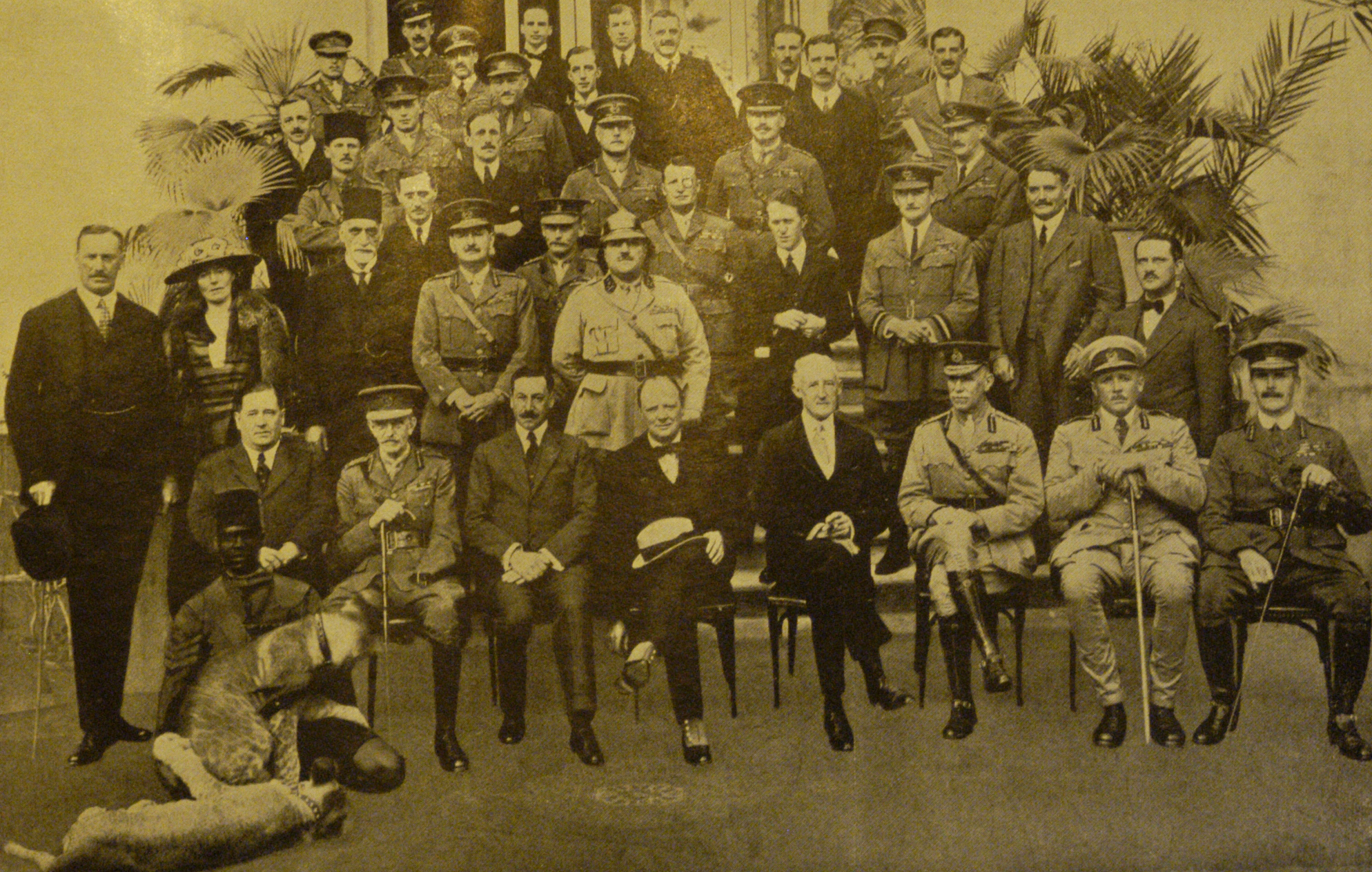
Учасники Каїрської конференції 1921 р.

## Передумови
1920 року у новоствореному британському Підмандатному Іраку виникло народне повстання. Британська армія зазнала значних втрат, сотні вбитих, і британська преса вимагала припинення дії мандату. Томас Едвард Лоуренс, що на той час привернув громадську уяву і мав прихильність до хіджазької династії шаріфа Хусейна, лобіював інтереси еміра Фейсала у британському уряді. Сподіванням еміра створити королівство зі столицею в Дамаску в липні 1920 року зашкодило вторгнення у Сирію французької армії. У листопаді 1920 року старший брат Фейсала Абдалла з'явився з кількома сотнями бійців у оазі Маан і оголосив про свій намір атакувати контрольовані французами згідно з мандатом Ліги Націй Сирію та Ліван і відновити володіння свого брата.
Завдання Черчилля, як нового державного секретаря у справах колоній з особливою відповідальністю за Близький Схід, полягало в пошуку рішення аби вгамувати заворушення в Іраку та задовольнити сподівання родини Хусейна бін Алі. Черчилль призначив Т. Е. Лоуренса своїм спеціальним радником і до початку конференції вони разом провели у Лондоні низку зустрічей з Фейсалом.
Більшість рішень про майбутнє Іраку вже було прийнято в Лондоні: Фейсал мав стати королем нового Королівства Ірак, що буде схвалено плебісцитом місцевого населення. Посівши трон, король укладе договір про дружбу або Альянс з Великою Британією. Значною політичною зміною, на якій рішуче наполягав Лоуренс, було рішення передати контроль безпеки в цьому районі від армії до Королівських повітряних сил. На час початку конференції, британській армії вдалося придушити повстання в Месопотамії, але це коштувало 40-50 мільйонів фунтів стерлінгів, загибелі понад 400 британських солдатів та понад 10 тисяч іракців. Передбачалося, що нова політика надасть значні фінансові заощадження.

## Конференція
12 березня 1921 року в каїрському готелі «Семіраміс» розпочалася конференція, в якій взяли участь усі вищі військові та цивільні британські посадовці з Палестини та Месопотамії. Також були присутні двоє арабів — членів Месопотамської адміністрації.
Порядок денний складався з трьох розділів: Ірак, Палестина (включно з Трансйорданією), Аден і Перська затока. На порядку денному були судова влада, фінанси, розмір британського гарнізону та запропонована Законодавчий рада. Арабська делегація з Палестини мала коротку зустріч з Черчиллем в Каїрі 22 березня, під час якої він відмовився обговорювати політичні питання, але погодився зустрітися з ними в Єрусалимі.
Питання Трансйорданії було ускладнене прибуттям в Амман армії Абдалли та повстанців і біженців з Сирії, а також тим, що сіоністи вважали Трансйорданію частиною обіцяного єврейського національного осередку. Черчилль провів серію зустрічей з Абдаллою в Єрусалимі перед поверненням до Лондона.
Єдине публічне оголошення щодо рішень, прийнятих під час конференції, це звіт, зроблений Вінстоном Черчиллем до палати громад 14 червня 1921 року. Він надав мало коментарів у пресі, і конференція мало згадана в опублікованих листах та автобіографіях основних учасників.

## Учасники

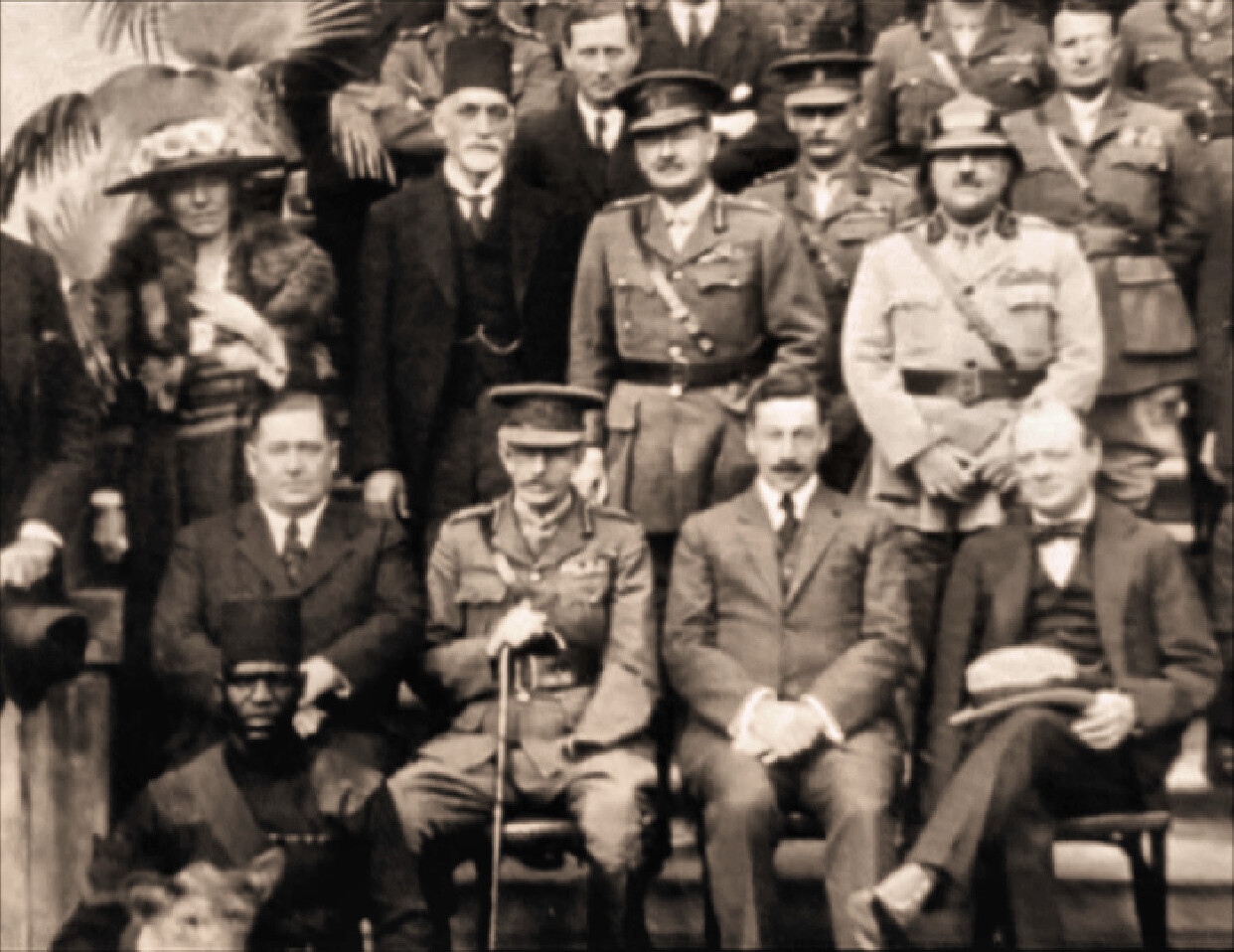
Сидять справа наліво: Вінстон Черчилль, Герберт Семюель
Стоять (перший ряд) зліва направо: Гертруда Белл, Сассун Ескелл, Едмунд Алленбі, Джафар аль-Аскарі

- Вінстон Черчилль — державний секретар у справах колоній
- Томас Едвард Лоуренс — спеціальний радник Міністерства у справах колоній
- Губерт Янг — заступник державного секретаря
- Герберт Семюель — верховний комісар Палестини
- Персіваль Кокс — верховний комісар Іраку
- Гертруда Белл — секретар верховного комісара Іраку
- Джафар аль-Аскарі — міністр оборони першого іракського уряду
- Г'ю Тренчард — маршал авіації, командувач Королівськими повітряними силами[12]
- Джеффрі Салмонд — командувач близькосхідними Королівськими повітряними силами[13]
- Сассун Ескелл — міністр фінансів першого іракського уряду
- Джеффрі Арчер — губернатор Сомалі
- Едмунд Алленбі — верховний комісар Єгипту

## Єрусалимські зустрічі
24 березня 1921 року палестинська місія продовжила свою роботу в Єрусалимі. У Газі поїзд, на якому прибув Черчилль, зустрічала демонстрація проти британського мандату в Палестині. Він зустрівся з мером Гази та іншими посадовцями, і отримав перелік вимог, висунутих мусульмансько-християнськими асоціаціями в Хайфі.

### Зустрічі з еміром Абдаллою
28 березня держсекретар у справах колоній Вінстон Черчилль провів кілька зустрічей з еміром Абдаллою. Абдалла вже укріпився в Аммані і погрожував просуватися далі на північ. Черчилль запропонував сформувати Трансйорданію як арабську провінцію під керівництвом арабського губернатора, який би визнав британський контроль над своєю адміністрацією і був підзвітним Верховному комісару Палестини і Трансйорданії. Абдалла вимагав надати йому повний контроль над усією територією Підмандатної Палестини, підзвітною Верховному комісару. В іншому випадку він виступав за створення союзу з територією, обіцяною братові (Іраком). Черчилль відхилив обидві вимоги.

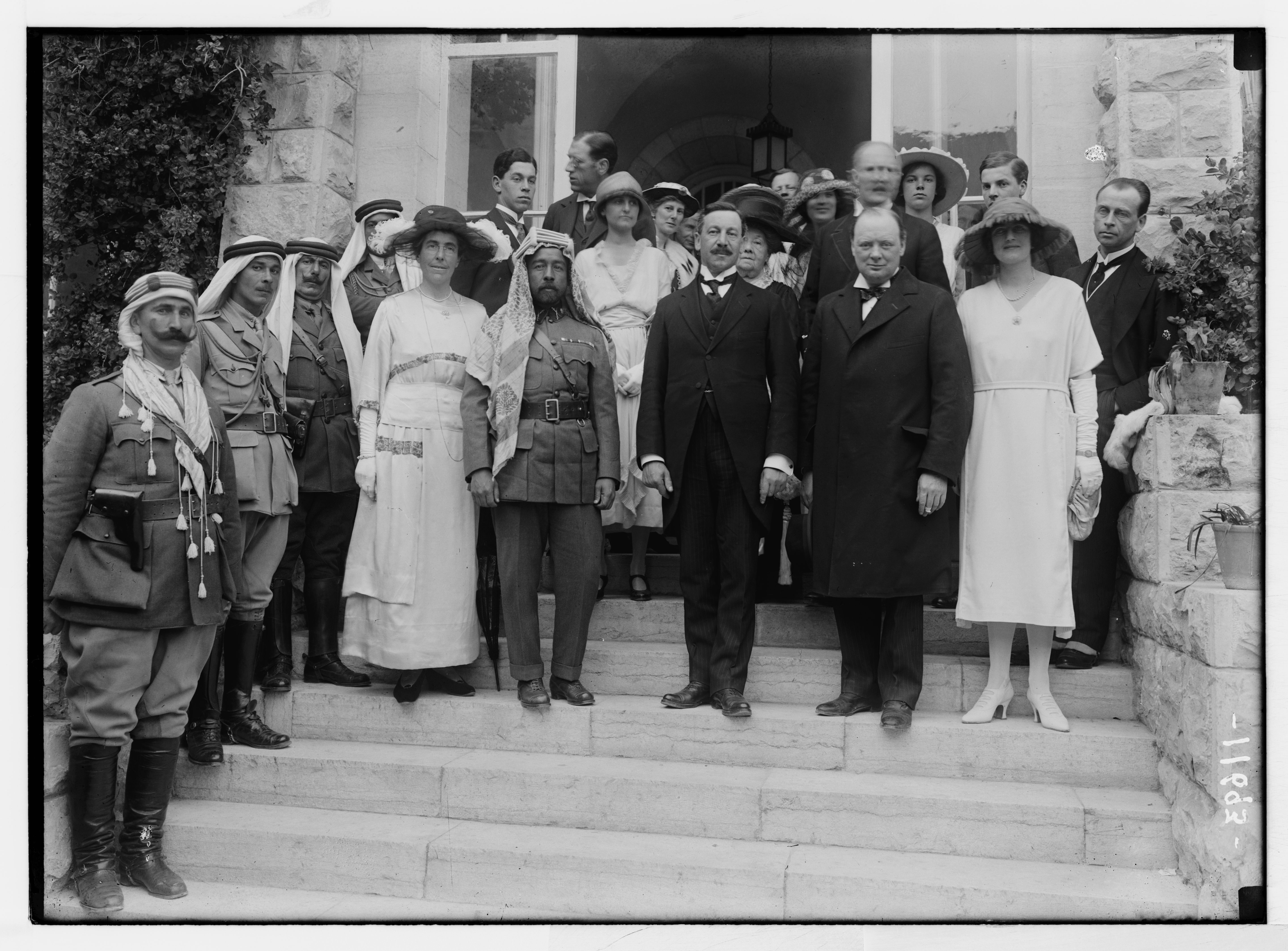
Абдалла бін Хусейн, Герберт Семюель та Вінстон Черчилль

У відповідь на побоювання Абдалли щодо єврейської держави на захід від Йордану, Черчилль запевнив, що це цілком неможливо. «Єврейська імміграція буде дуже повільним процесом, і права наявного неєврейського населення будуть суворо дотримуватись». «Трансйорданія не буде включена до сучасної адміністративної системи Палестини і тому сіоністські положення Мандату до неї не застосовуватимуться. Іврит не буде офіційною мовою в Трансйорданії і від трансйорданського уряду не очікуватимуть будь-яких заходів для сприяння єврейській імміграції та колонізації». Про британську політику в Палестині Герберт Семюель додав, що «Питання щодо створення єврейського уряду немає … Ніякої землі не буде взято в жодного араба, жодних утисків мусульманської релігії не станеться жодним чином».
Британські представники висловили припущення, що якщо Абдалла зможе контролювати антифранцузькі дії сирійських націоналістів, це зменшить французьку протидію кандидатурі його брата на королівство в Месопотамії і може навіть сприяти призначенню Абдалли еміром Сирії в Дамаску. Врешті-решт, Абдулла погодився припинити своє просування на французьку північ і керувати територією на схід від річки Йордан впродовж шести місяців випробувального періоду. В цей період йому буде надана британська субсидія в розмірі 5000 фунтів на місяць. Територія, яку британці раніше охоче включили б до Дамаського королівства Фейсала, повинна була лишитися частиною Підмандатної Палестини.

### Зустріч з арабською делегацією
Після бесід з еміром Черчилль мав зустріч з делегацією Третього Хайфського арабського конгресу, що представляла палестинських мусульман і християн та очолювалась Мусою аль-Хусейні. Вони передали Черчиллю меморандум протесту проти британської політики в Палестині. Вони скаржились, що Велика Британія «під фінансовим тиском війни продала їхню країну сіоністам», «нехтуючи почуттями мешканців, призначила єврея Верховним комісаром», всупереч «тому, що переважна більшість людей, якими він керує, не його раси чи віри».
Делегація заперечувала юридичну силу Декларації Бальфур. Вона закликала скасувати декларацію, створити парламент і зупинити єврейську імміграцію.
У відповідь на заяву Черчилль назвав меморандум упередженим і одностороннім, з великою кількістю неправдивих висловлювань. Оскільки Декларація Бальфура була ратифікована союзними державами, це був визначений факт. Національний осередок для євреїв буде «добрим для світу, добрим для євреїв і корисним для Британської імперії … добрим для арабів, що мешкають в Палестині». Він підкреслив, що Бальфур казав про «створення в Палестині національного осередку для євреїв», але не казав, що зробить Палестину національним осередком для євреїв. «Це не означає, що він перестане бути національним домом інших людей або що єврейський уряд пануватиме над арабським народом». Британський уряд «підтримує міцну дружбу та прагнення до співпраці з арабським народом в цілому. Це те, що ви очікуєте від Британської імперії, яка є найбільшою з усіх мусульманських держав у світі…» В подальшій промові Черчилль пояснив призначення Семуеля Верховним комісаром через його підготовку і досвід. Семюель додав про великі переваги єврейської імміграції для Палестини в цілому. Він відмовився обіцяти будь-які зміни в британській політиці.

### Зустріч з єврейською національною радою
Єврейська національна рада Палестини також представила меморандум Вінстону Черчиллю. В ньому вони висловили свою подяку Великій Британії за підтримку «відновлення єврейського національного дому» і сподівались, що здійснення цього «стане можливим в разі надання Палестині історичних кордонів». Члени національної ради заявили, що «завдяки зусиллям, спрямованим на відновлення єврейського національного дому, який є невеликим у порівнянні з усіма арабськими землями, вони не позбавлені своїх законних прав». Вони високо оцінили наслідки єврейської колонізації за останні сорок років і просили зарахувати єврейському народу розвиток державних та некультивованих земель і природних ресурсів країни.
Член кабінету висловив «абсолютно впевнення, що справа сіонізму несе в собі багато доброго для всього світу, а не тільки для єврейського народу, і що це принесе з собою процвітання, задоволення та прогрес для арабського населення цієї країни». Він вважав, що «вони були натхненні найвищим духом справедливості та ідеалізму, і що їхня робота насправді надасть благословення всій країні». Сіоністів попередили щодо негативної критики з боку більшості населення. Державний секретар у справах колоній відзначив, що прочитав меморандум «з великим інтересом та співчуттям».
29 березня 1921 року Черчилль виступив з промовою у Єврейському університеті в Єрусалимі.

## Результати
Каїрська конференція вирішила:
- утворити в Іраку арабську державу під англійським контролем — на чолі з королем Фейсалом;
- утворити в Трансйорданії емірат під англійським мандатом — на чолі з братом Фейсала еміром Абдаллою;
- утворити у складі британського Міністерства у справах колоній близькосхідний департамент для керівництва політикою Великої Британії в арабських країнах;
- передати військовий контроль над Іраком, Трансйорданією та Палестиною Королівським повітряним силам, скоротивши чисельність наземних військ.

Лоуренс дійшов висновку, що Черчилль «встановив прямий зв'язок» і що Британія втілила «дух і букву наших обіцянок … не поступившись жодним інтересом нашої Імперії або будь-якими інтересами відповідних людей». Один із біографів Лоуренса коментує, що конференція «сповістила про період заворушень на Близькому Сході, які майже перевершили заворушення під час османської влади».
Конференція стала початком перетворень, запроваджених британським Міністерством у справах колоній під керівництвом Вінстона Черчилля і нового етапу у близькосхідній політиці. Запропонована модель керівництва підмандатними територіями передбачала надання їм незалежності, з подальшим реальним контролем Великою Британією на договірних засадах їхнього зовнішньополітичного курсу, військової стратегії, економіки та фінансів. Згодом модель довела свою ефективність і переваги над прямим адмініструванням в Іраку, Єгипті та інших близькосхідних країнах британського мандату.